# Huszlew (plaats)
Huszlew is een dorp in de Poolse woiwodschap Mazovië. De plaats maakt deel uit van de gemeente Huszlew en telt 530 inwoners.